# Wiktor Musiał
Wiktor Marek Musiał (ur. 30 marca 1993 w Tomaszowie Mazowieckim) – polski siatkarz, grający na pozycji atakującego. 

## Sukcesy klubowe
II liga:
- 2017

I liga:
- 2018, 2022[7]